# Цистатин C
Цистатин 3, чаще называемый Цистатин C (англ. Cystatin 3, CST3, Cystatin C, Gamma-trace) — белок, принадлежащий ко 2-й группе генетического семейства цистатинов. Цистатин Ц содержится в плазме крови человека, функцию выведения белка из организма осуществляют почки. Исследования показали, что уровень цистатина Ц является более точным маркером почечной функции, чем уровень креатинина. Цистатин Ц (наряду с инулином) на сегодняшний день рассматривается как «золотой стандарт» определения скорости клубочковой фильтрации как интегрального показателя функции почек. В отличие от креатинина, на темп синтеза цистатина Ц не влияют такие факторы, как возраст, пол, мышечная масса, характер питания, наличие воспалительных реакций. У человека нормальный уровень цистатина Ц в плазме крови в возрасте от 14 до 50 лет составляет 0,63-1,33 мг/л, в возрасте старше 50 лет — 0,74-1,55 мг/л.
Цистатин Ц представляет собой полипептид, состоящий из 120 аминокислотных остатков. Все клетки тела, содержащие ядра, производят цистатин Ц со стабильной скоростью. Концентрация цистатина Ц в крови коррелирует со скоростью клубочковой фильтрации. Уровень белка в крови не зависит от массы тела и роста, от мышечной массы и пола. Повышение уровня цистатина Ц после инфаркта является неблагоприятным признаком, свидетельствующим о нарушении фильтрационной функции почек.
В ходе крупного длительного исследования было показано, что цистатин Ц является предиктором хронической почечной недостаточности и сердечно-сосудистых заболеваний у пожилых людей.
Мутация гена цистатина Ц ассоциирована с амилоидозом VI типа (цереброартериальным амилоидозом). Отложения белка в мозге при этом аутосомно-доминантно наследуемом заболевании приводят к ранним инсультам, внутричерепным кровотечениям, деменции.
Повышенная экспрессия цистатина Ц была обнаружена в молекулярном слое зубчатой извилины гиппокампа у 61 пациента с височной эпилепсией. Максимальная экспрессия наблюдалась у 26 пациентов со склерозом гиппокампа и дисперсией гранулярных клеток.